# Tây hóa ở Hồng Kông

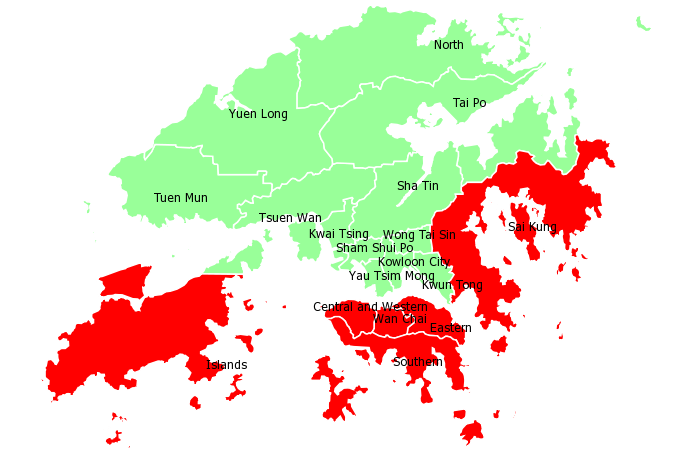
Vùng ngoại ô được tô màu đỏ thể hiện những khu vực tập trung đông đảo người nước ngoài đến nhập cư. Họ thường cư trú tại đảo Hồng Kông và các đảo ngoài khơi.

Sau khi Hồng Kông được trao trả về Trung Quốc năm 1997, trong lúc Vương quốc Anh chấm dứt việc cai quản thuộc địa Hồng Kông thì nền văn hóa Anh Quốc đã để lại dấu ấn rõ nét trong cách sống của người Hồng Kông ở nhiều khía cạnh sau quãng thời gian hơn 150 năm dưới sự cai trị của Anh Quốc. Ở một vài khía cạnh lớn như hệ thống giáo dục, ngôn ngữ và văn hóa ẩm thực thì nền văn hóa Anh Quốc đã được thấm nhuần sâu sắc trong suốt giai đoạn thuộc địa, đến mức mà nó đã trở thành một phần không thể thiếu trong văn hóa Hồng Kông.